# Therese Walther-Visino
Therese Walther-Visino (* 10. September 1898 in Leipzig-Gohlis; † 25. März 1981 in Dresden) war eine deutsche Musikpädagogin und Naive Malerin.

## Leben und Werk
Der Vater Therese Visinos war wohl italienischer Herkunft. Die Familie zog 1900 aus Leipzig-Gohlis nach Dresden. Dort besuchte Therese die Neustädter städtische höhere Töchterschule und erlangte sie die Mittlere Reife. Gegen ihren Wunsch, Malerin zu werden, setzte ihr Vater durch, dass sie von 1917 bis 1924 an der Hochschule für Tonkunst der Dresdner Musikschule Musikpädagogik studierte. Danach gab sie an Schulen und privat Unterricht in Klavier und Akkordeon. Das Adressbuch verzeichnete sie 1943/1944 als „Visino, Therese A. Elisabeth, Musikpädagogin, Dr.-WH, Bautzner Landstraße 72“. Dort gab sie Unterricht. Sie organisierte und leitete auch öffentliche Schülerkonzerte, vor 1945 jährlich im Großen Saal des Hauses der Dresdner Kaufmannschaft und später u. a. im Blauen Salon des Parkhotels Weißer Hirsch. Gelegentlich betätigte sie sich auch als Organistin an der Jehmlich-Orgel der St. Michaels-Kirche in Dresden-Bühlau.
Nachdem sie sich 1963 zur Ruhe gesetzt hatte, begann sie autodidaktisch intensiv zu malen und zu zeichnen, und sie wurde als Volkskünstlerin in den Verband Bildender Künstler der DDR aufgenommen. Die Werke Therese Walther-Visinos sind bedeutende Beispiele Naiver Kunst in der DDR. Ihre Themen schöpfte Therese Walther-Visino insbesondere aus ihren Lebenserinnerungen. Sie arbeitete vor allem in Öl, Aquarell und Pastell.
Therese Visino heiratete spät. Nach dem Ableben ihres Ehemannes 1964 schuf sie einige ihrer bedeutendsten Ölgemälde. Die Staatlichen Kunstsammlungen Dresden erwarben für das Museum für Sächsische Volkskunst ab 1972 fünfundvierzig ihrer Bilder.
Ernst Hirsch produzierte 1982 für das DDR-Fernsehen den Dokumentarfilm „Therese Walther-Visino – Erlebte Träume“.
Therese Walther-Visino wurde in Dresden auf dem Alten Annenfriedhof beigesetzt. 

## Rezeption
„In ihrer Weltsicht vermischen sich Phantasie und Realität, Traum und Erinnerung zu einem poesievollen Ganzen, gepaart mit einem heiteren Lebensgefühl.“
Ursula Rimkus

## Weitere Werke in Museen und öffentlichen Sammlungen (mutmaßlich unvollständig)
- Teegesellschaft (1973, Öl auf Leinwand, 50 × 70 cm; Lindenau-Museum Altenburg/Thür.)

## Einzelausstellungen (unvollständig)
- 1981: Dresden, Museum für Volkskunst (mit Engelbert Oppitz und Heinrich Pommer)
- 1988: Dresden, Galerie Ost („Therese Walther-Visino. Naive Malerei“)

## Weblink
- https://elbhangkurier.de/2009/03/mal-sehen-was-das-klafier-zu-beethoven-sagt/